# Okręg Warszawa Województwo Batalionów Chłopskich
II Okręg Warszawa Województwo Batalionów Chłopskich – jeden z okręgów w strukturze organizacyjnej Batalionów Chłopskich. Został utworzony w 1943 i obejmował terytorium przedwojennego województwa warszawskiego, zarówno północnej części wcielonej do III Rzeszy jak i pozostałej wcielonej do GG.

## Struktura organizacyjna
Na czele okręgu stała jego Komenda Główna. 
- Komendantami głównymi byli kolejno:
  - Stefan Pawłowski
  - Tadeusz Wyrzykowski
  - Tadeusz Szeląg
  - Tadeusz Ilczuk
- Szefem sztabu był:
  - Tadeusz Golka
- Szefem wyszkolenia bojowego był:
  - Bogumił Karaszewski
- Szefem organizacyjnym był:
  - Hieronim Ligocki
- Szefem łączności był:
  - Stanisław Laskowski
- Komendantem Ludowej Straży Bezpieczeństwa był:
  - Hieronim Ligocki
- Szefem sanitarnym była:
  - Helena Zacharczuk
- W kierownictwie Ludowego Związku Kobiet i Zielonego Krzyża były:
  - Wiktoria Dzierżkowa
  - Jadwiga Stolarska-Łobodowa

- Podokręg Centralny - bezpośrednio podporządkowany komendantowi Okręgu II
  - 1 - Obwód Garwolin (Komendanci: Bolesław Warowny, Władysław Bąbik)
  - 3 - Obwód Węgrów (Komendanci: Stanisław Matuszak, Władysław Omietański)
  - 7 - Obwód Łowicz (Komendanci: Franciszek Kaszewski, Kazimierz Stolarczyk, Kazimierz Kurczak)
  - 9 - Obwód Rawa Mazowiecka  (Komendanci: Antoni Urbański, Hieronim Ligocki, Jan Wyczański)
  - 10 - Obwód Siedlce (1 stycznia 1943 włączony do Okręgu IV Lublin, gdzie otrzymał nr 9)
  - 10 - Obwód Skierniewice (w późniejszym czasie włączony do Okręgu V Łódź) (Komendant: Szymon Zbudniewek)
  - 11 - Obwód Sochaczew (Komendanci: Zygmunt Pruski, Eugeniusz Kacprzak, Jan Ziętek)
  - 30 - Obwód Sokołów Podlaski (Komendant: Andrzej Prokopczuk)

- Podokręg II a[1] (wyodrębniony 1 kwietnia 1943 z Podokręgu Centralnego) (Komendant: Stanisław Kasperlik)
  - 2 - Obwód Mińsk Mazowiecki (Komendanci: Bronisław Krasiński, Józef Łoboda)
  - 5 - Obwód Radzymin (Komendant: Marian Gotowiec)
  - 6 - Obwód Warszawa Prawobrzeżna (Komendanci: Mieczysław Dańko, Tadeusz Makowski)
  -  ? - Obwód Warszawa Lewobrzeżna (Komendant: Zenon Marczak)
  - 7 - Obwód Błonie (Komendant: Stanisław Słoniewski)
  - 8 - Obwód Grójec (Komendant: Antoni Dębski)

- Podokręg "Reich", "Wkra" (od czerwca 1943) (Komendanci: Jan Kowalski, Antoni Załęski, Mieczysław Kazimierowicz)
  - 11 - Obwód Sierpc
  - 12 - Obwód Płock (Komendant: Antoni Wiatr)
  - 13 - Obwód Płońsk (Komendanci: Kazimierz Kuligowski, Stanisław Byber)
  - 14 - Obwód Ciechanów (Komendant: Józef Stefaniak)
  - 15 - Obwód Pułtusk (Komendant: Roman Wiśniewski)
  - 16 - Obwód Maków Mazowiecki (Komendant: Czesław Czarniecki)
  - 17 - Obwód Przasnysz (Komendanci: Ignacy Ossowski, Wojciech Łysonik)
  - 18 - Obwód Mława (Komendanci: Ryszard Siemiątkowski, Jan Załęski, Józef Przybyszewski)
  - 18 a - Obwód Działdowo (Komendanci: Bernard Zieliński, Henryk Kolk)
  - Obwód "Wystruć" (powiaty Insterburg, Labiau, Elchniederung w Prusach Wschodnich) (Komendant: Antoni Rejowski).